# Chinazolin-Alkaloide

Chinazolin, der Grundkörper der Chinazolin-Alkaloide

Die Chinazolin-Alkaloide sind in der Natur vorkommende chemische Verbindungen aus der Gruppe der Alkaloide, die sich chemisch vom Chinazolin ableiten. Einige Chinazolin-Alkaloide zeigen bronchodilatatorische Wirkung und stimulieren die Atmung. Auch eine abortive Wirkung wurde für Vasicin in Studien an Ratten und Kaninchen festgestellt.

## Vertreter
Es sind etwa 70 Alkaloide mit Chinazolin-Teilstruktur bekannt, die meist aufgrund ihrer Struktur weiter unterteilt werden in einfache Chinazolinone, Pyrrolochinazoline, Pyrido[2,1-b]- und Indolochinazoline.

Vasicin
Evodiamin
Rutaecarpin
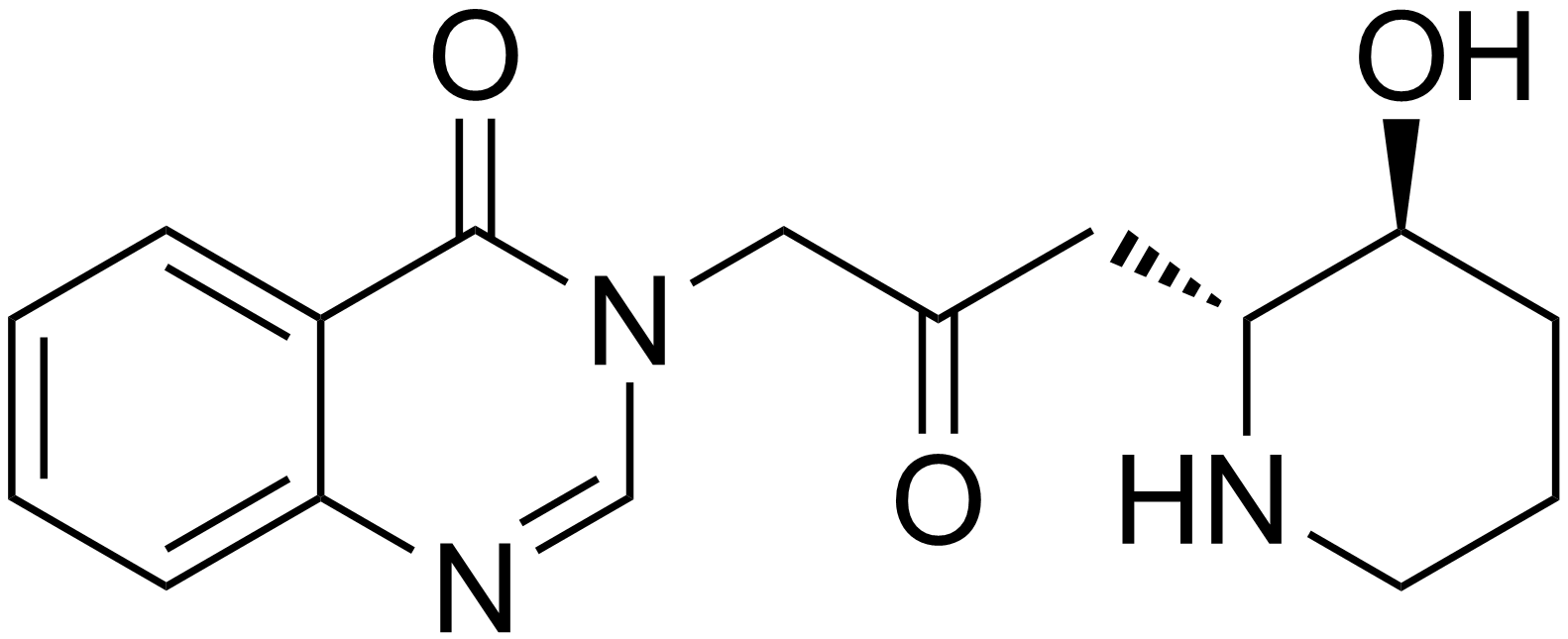
Febrifugin
Chaetominin

## Vorkommen
Die Chinazolin-Alkaloide kommen hauptsächlich in Pflanzen, wie in Acanthaceen, z. B. Adhatoda vasica, Rutaceen, Saxifragaceen wie Dichroa febrifuga, sowie in Linaria-Arten (Scrophulariaceae) und Peganum harmala (Fam. Zygophyllaceae); auch in Tieren (vgl. Tetrodotoxin) und Bakterien vor.

## Biosynthese
Es scheint gesichert, dass einer der biosynthetischen Bausteine der strukturverwandten Chinazolin-Alkaloide (wie bei den Acridon-Alkaloiden) die Anthranilsäure ist. Der oder die weiteren Ausgangsstoffe sind unbekannt.